# Duroia retrorsipila
Duroia retrorsipila är en måreväxtart som beskrevs av Julian Alfred Steyermark. Duroia retrorsipila ingår i släktet Duroia och familjen måreväxter. Inga underarter finns listade i Catalogue of Life.